# Anthophora croceitarsis
Anthophora croceitarsis là một loài Hymenoptera trong họ Apidae. Loài này được Gussakovsky mô tả khoa học năm 1935.